# Kriegerdenkmal Reesdorf

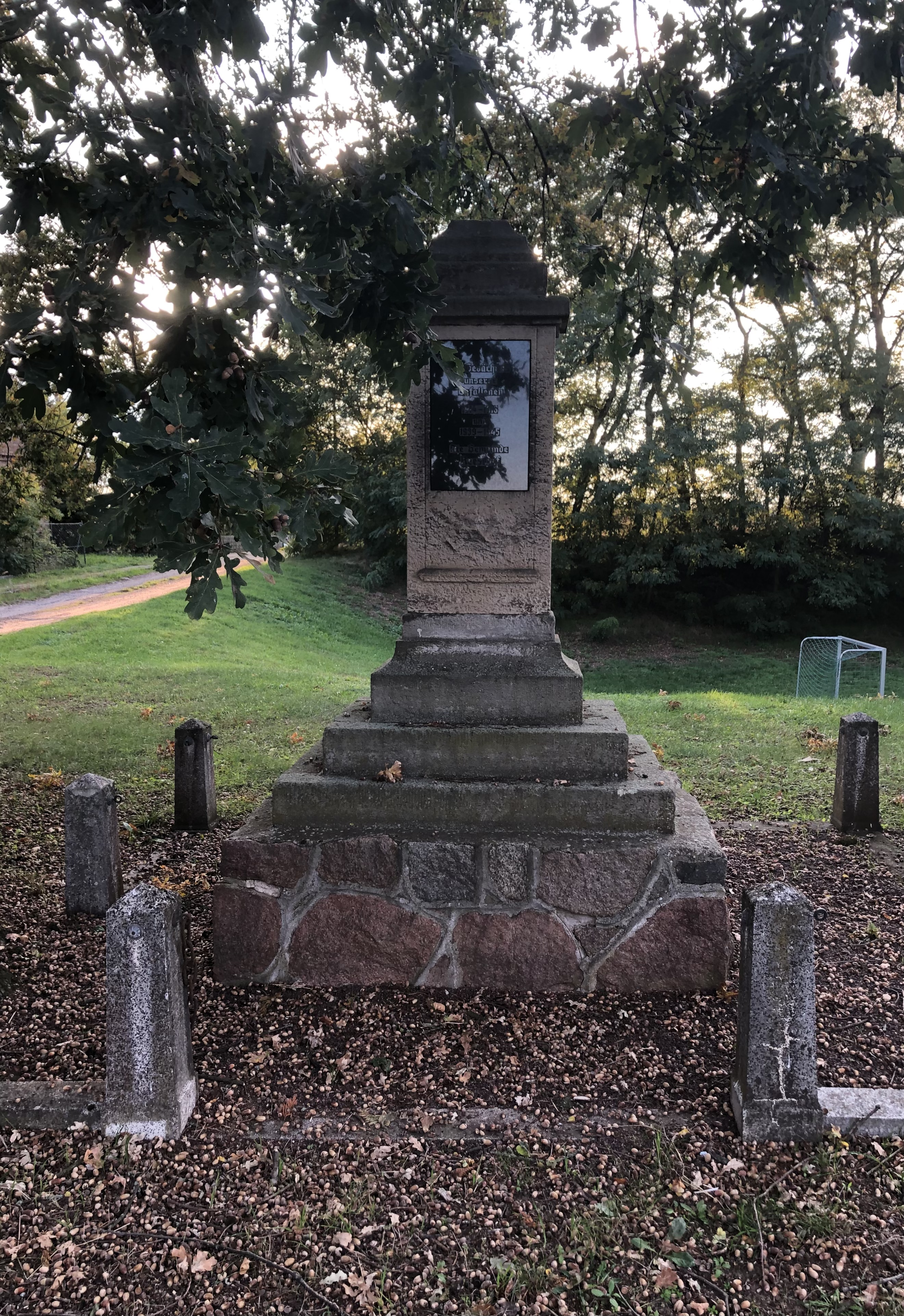
Kriegerdenkmal Reesdorf, 2022

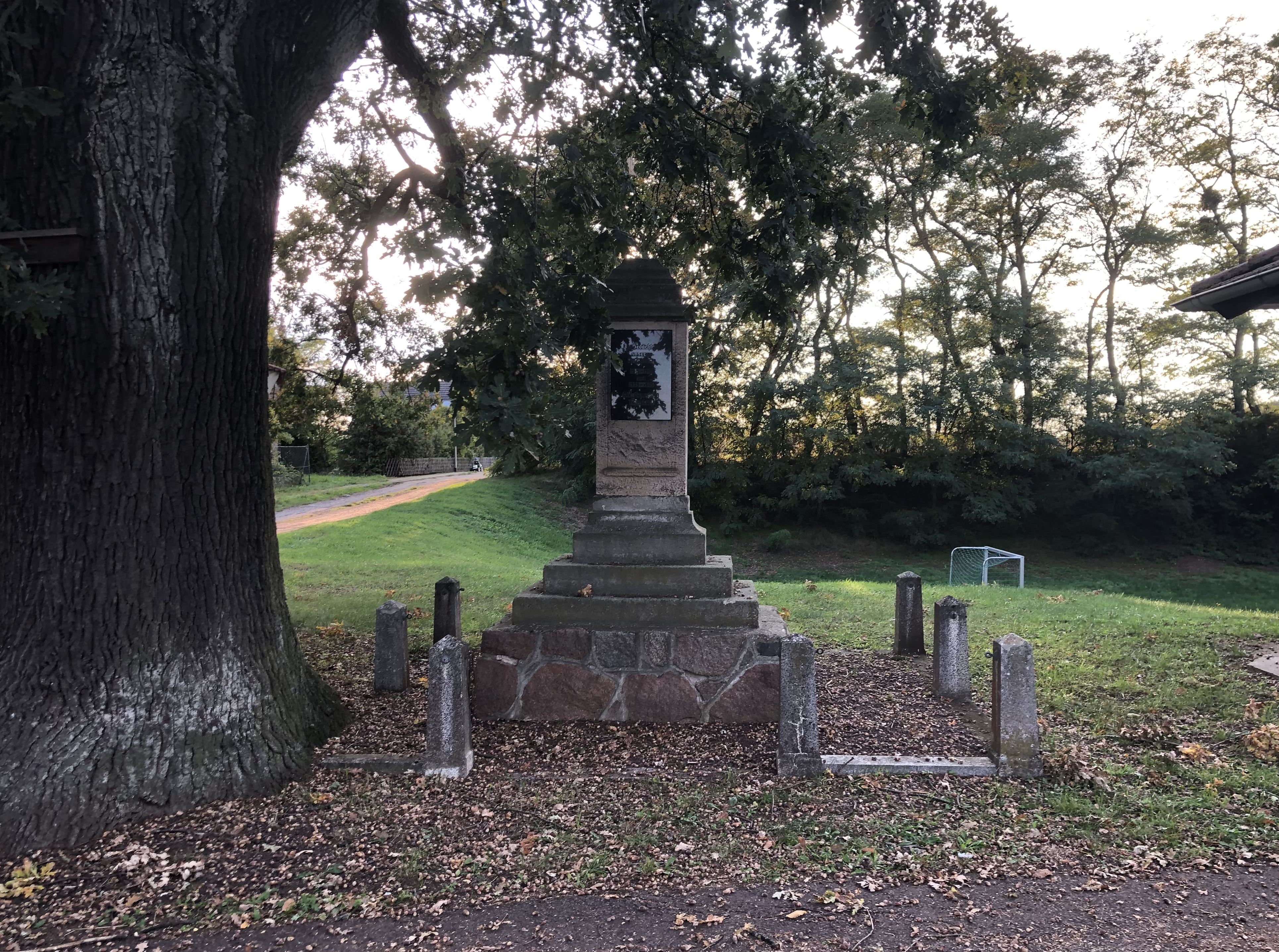
Gesamtansicht

Das Kriegerdenkmal Reesdorf ist ein denkmalgeschütztes Kriegerdenkmal in der Ortschaft Reesdorf der Stadt Möckern in Sachsen-Anhalt. Im örtlichen Denkmalverzeichnis ist das Kriegerdenkmal unter der Erfassungsnummer 094 71364 als Baudenkmal verzeichnet.

## Lage
Das Denkmal steht markant im Ortszentrum von Reesdorf, westlich der Dorfstraße. Links neben dem Kriegerdenkmal befindet sich die Friedenseiche.

## Gestaltung und Geschichte
Bei dem Kriegerdenkmal handelt es sich um eine abgestufte Stele aus Sandstein. In die nach Osten weisende Vorderseite der Stele ist eine Gedenktafel eingelassen.
Die Stele wurde ursprünglich für die Gefallenen des Ersten Weltkrieges errichtet. Nach der Wiedervereinigung wurde die heutige allgemeine Gedenktafel angebracht. Sie umfasst seitdem auch das Gedenken an die Gefallenen des Zweiten Weltkrieges. Ob die ursprüngliche Inschrift nicht mehr zu lesen war oder ob sie überhaupt die Namen der Gefallenen enthielt, ist nicht bekannt.